# Vezeklés (film)
A Vezeklés, grúzul: მონანიება (Monanieba), oroszul: Покаяние (Pokajanyije) egy 1984-ben készült grúz nyelvű grúz–szovjet filmdráma Tengiz Abuladze rendezésében. A film Abuladze filmtrilógiájának – melynek korábbi darabjai az 1967-es Könyörgés és az 1976-os A kívánság fája – utolsó darabja.
Magyarországon 1987. november 5-én mutatták be.

## Készítői
- Rendező: Tengiz Abuladze
- Forgatókönyvíró: Tengiz Abuladze, Nana Dzsanelidze, Rezo Kveszelava
- Operatőr: Mihail Agranovics
- Gyártásvezető: Leomer Gugusvili

### Magyar változat
- Magyar szöveg: Takácsy Gizella
- Szinkronrendező: Vajda István

## Szereplők
| Szerep                        | Színész              | Magyar hang (1987) | Megjegyzés |
| ----------------------------- | -------------------- | ------------------ | --- |
| Varlam Aravidze/Abel Aravidze | Avtandil Maharadze   | Kránitz Lajos      | kettős szerepben: Varlam Aravidze az egykori polgármester és fia: Abel Aravidze |
| Guliko                        | Ia Ninidze           | Egri Márta         | Abel felesége |
| Tornike                       | Merab Ninidze        | Rátóti Zoltán      | Abel és Guliko fia, Varlam Aravidze unokája, a film végén öngyilkos lesz |
| Ketevan Barateli              | Zeinab Bocvadze      | Sáfár Anikó        | özvegy cukrász, bíróság elé állítják, mert mindig kiássa a volt polgármester holttestét és a családja háza elé teszi, mivel felelősnek tartja az apja és más emberek meggyilkolásáért, valamint eltűnéséért, megkínzásáért, ezért temetetlenül kell maradnia. |
| Nino Barateli                 | Ketevan Abuladze     | Nyakó Júlia        | Ketevan anyja fiatalon; (A filmrendező, Tengiz Abuladze lánya alakítja a szerepet) |
| Szandro Barateli              | Ediser Giorgobiani   | Varga T. József    | festő, Varlam egykori barátja és Ketevan, Varlam által meggyilkoltatott apja |
| Miheil Koreseli               | Kahi Kavszadze       | Tolnai Miklós      | Szandro barátja |
| Elene Koriseli                | Nino Zakariadze      | Nagy-Kálózy Eszter | |
| Ketevan gyerekként            | Nato Ocsigava        |                    | |
| Vándor                        | Veriko Andzsaparidze |                    | Idős asszony, aki a templom felé vezető utat keresi |

## Fogadtatás
1987. május 17-én a Cannes-i Filmfesztiválonon mutatták be a nagyvilág számára a gorbacsovi peresztrojka pozitív hatásaként a filmet, és az első magyar kritika ekkor született:
„Tengiz Abuladze világhírű filmje, a Vezeklés legképtelenebb, legabszurdabb epizódjai a valóságból vétettek. [...] Az irracionális zsarnokságnak micsoda művészi erejű jelképe az az epizód, melyben teherautónyi azonos nevű embert tartóztatnak le, mert egyikőjükre gyanú terelődött. [...] Tengiz Abuladze filmje nem pusztán a zsarnokságról, hanem a századunkra oly jellemző abszurd és irracionális zsarnokságról szól. Arról, amely sorra lelövi a poénokat, a valóságot rémálommá növeli, és torkunkra forrasztja a nevetést. Arról, amelyben a szavak elvesztik értelmüket, a rabság és a szabadság, a boldogság és a kín fogalma fölcserélődik, a nyelv mögül eltűnik a jelentés, mindent áthat, belep a hazugság és az önáltatás. [...] Cannes-ban díjat nyert, több világfesztiválon játszották, a Szovjetunióban hosszú sorok állnak a jegyekért, számos országban Abuladze életműsorozatot vetítettek (Magyarországon a televízió játszotta heteken át filmjeit). Nehezen választható el, mi a sikerszériában a szerepe a film valódi értékének, s mi kulturális és politikai jelentőségének. A világ a sztálinizmus szokatlanul őszinte és kemény kritikájáért ünnepli a Vezeklést. Abuladze ezzel szemben minden nyilatkozatában hangsúlyozza, hogy filmjében a zsarnokság általános modelljét kívánta megrajzolni. Ne tévesszen meg senkit a főhős grúz neve, mondta, a színész – Avtandil Maharadze – „a rossz megtestesülését, a gonosztevő absztrakt figuráját játssza el.” Erre utal a zsarnok neve – Aravidze – is, ami grúzul senkit jelent. A cselekmény „konkrétan sehol és mindenütt játszódik, ahol totális erőszak uralkodik”. A film világa a téren és időn kívül helyezkedik el. Az államhatalom fogdmegjei középkorias páncélt viselnek, dárda a fegyverük, más szereplők mai ruhákat hordanak, a rabokat hol ekhósszekéren, hol rabomobilon szállítják, rockzene népzenével és Beethoven-motívumokkal keveredik, a fekete palástos, fehér parókás ügyész Rubik-kockát csavargat elmélyülten. A börtönfolyosó nyirkos barlanglabirintus, melyet térdig víz borít, a kihallgatás helyszíne azonban napsütötte, virágok borította, tágas mező. A háttérben fehér zongora áll, melyről Mendelssohn Nászindulója hangzik fel: snájdig, frakkos ifjú esküszik örök hűséget fehér ruhás szerelmesének. A menyasszony Justitia, az örök igazság bekötött szemű istennője, az ifjú férj nyomozó és hóhér. Förtelmes nász tanúi vagyunk. Képtelenség? Nem nagyobb, mint a centrálé a templomban vagy az alagút Bombaytől Londonig.
Egy abszurd, fölfordult világban minden egyszerre valóságos és valószerűtlen. Aravidze, a senki-diktátor Hitler-bajuszt visel, fekete inget, mint Mussolini, szemüveget, mint Pinochet – fölösleges sorolni, tágas a zsarnokok arcképcsarnoka. A tettei, a frazeológiája, a logikája azonban Sztálint idézik. Mert a grúz Abuladze – s a háború után felnőtt magyar mozinézők – számára a sztálini önkény a közvetlen, kézzelfogható tapasztalat. Lehet, más országban, más földrészeken Pinochetre, Salazarra, Duvalier-re ismernek rá a kreténfigurában a nézők. A rendező számára azonban a mintát a sztálinizmus szolgáltatta: ennyiben egyszerre a mindenkori zsarnokság komor szatírája és a sztálinizmus kritikája a Vezeklés. Mikor a film Krisztus-vonású festő-hősét, Szandro Baratelit individualistának, huligánnak és anarchistának nevezik (e „vádak” száműzetést, halált jelentenek), mikor az elfogottat arra kényszerítik, hogy képtelen bűnöket valljon be töredelmesen, mikor a templomot erőművé alakítják, mikor a sztálinizmus valóságos tetteit látjuk viszont a filmvásznon – nem a zsarnokságra általában, hanem annak ismert, kelet-európai válfajára gondolunk. Milyen ismerősek számunkra a közelmúlt honi történelméből Senki-diktátor szavai: „Nem szabad bízni az emberben. Minden három emberből négy ellenség.” S ugyaninnen ismerős a diktátor fiának logikája is: „Miért érdekes egy ember, ha milliók boldogságáról van szó? A társadalmi érdek mindig fontosabb az egyéni érdeknél.” Lehet, időben és térben távoli zsarnokok logikája is hasonló: nekünk elég a sajátjainkkal szembenézni. Példaértékű, hogy ezt a filmet egy grúz rendező készítette: aligha vádolhatja bárki is elfogultsággal. Példaértékű, hogy egy grúz rendező Sztálin tetteit állítja a zsarnokságról szóló példázata középpontjába: minden nemzetnek saját múltjáról kell számot adnia a következő generációknak. E szembenézés a megbékélés és feloldódás alapfeltétele. E megbékélésért az a szép és bátor fiatalasszony teszi a legtöbbet, aki monomániás makacssággal próbálja meg örökre száműzni a földről a zsarnok testét, a levegőből a szellemét. A bűn és a bűnhődés egymástól elválaszthatatlan; minél nagyobb a bűn, annál fájdalmasabb a megtisztulás folyamata. A zsarnok bűnéért a filmben családja vezekel: unokája öngyilkos lesz, fia fájdalmában maga ássa ki Aravidze holttestét a sírból, s hajítja le a szikláról. A történelem – reménykedjünk – új, tiszta lapot kezd.”

## Érdekességek
- A Szovjetunióban rendkívül népszerű és korábban az országban is turnézó Boney M. Sunny c. száma is felhangzik a filmben, éppen azelőtt a jelenet előtt, amikor a város volt diktátorának az unokája egy veszekedést követően bezárkózik a szobájába, és öngyilkosságot elkövetve főbe lövi magát.

## Díjak és jelölések
- Cannes-i Filmfesztivál (1987)
  - Zsűri Külön Nagydíja
  - Ökumenikus zsűri díja